# Павловец, Геннадий Андреевич
Павловец Геннадий Андреевич (19 декабря 1939 года, Нижнеудинск, Иркутской области — 13 июля 2010 года, Жуковский) — советский и российский учёный в области аэродинамики, доктор технических наук, профессор, лауреат Государственных премий России и Украины, премии имени проф. Н. Е. Жуковского. Почётный гражданин города Жуковский.

## Биография

### Научная деятельность
Окончил Аэрокосмический факультет МФТИ (1962). С 1962 года работал в отделении аэродинамики самолётов и ракет ЦАГИ. Окончил аспирантуру ЦАГИ, защитил диссертацию на соискание учёной степени кандидата физико-математических наук (1966, тема диссертации «Применение метода вихревого слоя к расчёту потенциальных плоских течений в многосвязных областях»). Заместитель начальника отдела № 5 отделения аэродинамики самолётов и ракет ЦАГИ. В 1985 году защитил диссертацию на соискание учёной степени доктора технических наук.
Последовательно занимал научные должности заместителя начальника, начальника отделения аэродинамики самолётов и ракет, заместителя директора и первого заместителя директора ЦАГИ. Многие годы руководил семинаром ЦАГИ по аэродинамическому проектированию, школой-семинаром по аэродинамике летательных аппаратов, научно-техническим советом ЦАГИ по аэродинамике и динамике.
Научные труды по теории крыла и вычислительной аэродинамики. Автор и в соавтор свыше 60 научных работ. Преподавал в МФТИ на факультете аэромеханики и летательной техники, читал курс «механика полёта». Подготовил 7 докторов и 10 кандидатов наук.
Участвовал в комплексных прикладных исследованиях по разработке пассажирских и транспортных самолётов нового поколения (Ан-124, Ан-225, Ан-70, Ан-140, Ил-96-300, Ил-114, Ту-204, Ту-334, Ту-324 и др.). Входил в руководство Национальной ассоциации наноиндустрии.

### Общественно-политическая деятельность
Вёл большую общественную работу, в разные годы входил в партийное бюро отделения, профсоюзный комитет ЦАГИ, был секретарём партийного комитета ЦАГИ и членом бюро Жуковского ГК КПСС.

### Смерть

Могила Павловца на Быковском кладбище города Жуковского

Геннадий Андреевич Павловец трагически погиб (был убит). Похоронен на Быковском мемориальном кладбище в городе Жуковский Московской области.

### Семья
Павловец был женат, жена — Светлана Гавриловна Павловец (1941—2015) — врач-педиатр в Центральной клинической больнице г. Жуковского.

## Награды и звания
- Премия имени А. Н. Туполева (2000) совместно с А. А. Туполевым и Л. А. Лановским — за комплекс научно-исследовательских и опытно-конструкторских работ по созданию высокоэффективного среднемагистрального самолёта Ту-204
- Государственная премия Украины в области науки и техники (1996) — за работы по созданию транспортных самолётов Ан-124 и Ан-225
- Государственная премия Российской Федерации (2001) — за большой вклад в развитие отечественной авиации[8]
- Премия имени Н. Е. Жуковского
- Знак «Отличник воздушного транспорта»
- Медаль ордена «За заслуги перед Отечеством» 2 степени (1998)[9]
- Почётный гражданин города Жуковского (2007)[10]